# Mio fratello è figlio unico/Sfiorivano le viole
Mio fratello è figlio unico/Sfiorivano le viole è un singolo del cantautore italiano Rino Gaetano pubblicato nel 1976 dalla It.

## Descrizione
Il 45 giri venne sostituito dopo poche settimane da un altro, che conteneva la canzone Berta filava e, sul retro, Mio fratello è figlio unico, lato A di questo disco.

### Mio fratello è figlio unico
Mio fratello è figlio unico è una delle più famose canzoni scritte ed interpretate dal cantautore calabrese Rino Gaetano.
Durante la puntata di "33 Giri - Italian Masters", dedicata all'album "Mio fratello è figlio unico", in onda su Sky Arte, il pianista compositore Arturo Stalteri afferma che Rino non dice "Mario", bensì "Mariù".
La canzone è contenuta nell'omonimo album come prima traccia, è stata utilizzata anche come colonna sonora del film italiano del 2004 Lavorare con lentezza del regista Guido Chiesa e del film Portami via di Gianluca Maria Tavarelli.
Una cover del brano è stata eseguita dal gruppo rock degli Afterhours, che nell'occasione incidono per la prima volta in lingua italiana, ed inserita nell'album tributo E cantava le canzoni... La nuova musica italiana ricorda Rino Gaetano.

### Sfiorivano le viole
Sfiorivano le viole è una ballata romantica, in cui nel testo emerge una delle caratteristiche del cantautore, cioè l'elencazione di fatti e personaggi senza un nesso apparente tra loro (da Goffredo Mameli ad Otto von Bismarck), come era accaduto già in Ma il cielo è sempre più blu e come in seguito per Nuntereggae più.

## Tracce
1. Mio fratello è figlio unico
2. Sfiorivano le viole